# Яндекс Вебмастер
Яндекс Вебмастер — сервис Яндекса для вебмастеров, панель инструментов для оценки индексации сайта и настройки описания сайта в результатах поиска Яндекса.

## История
Первая версия панели Вебмастера стала доступна 19 октября 2007 года. О запуске сервиса рассказал Александр Садовский (руководитель отдела веб-поиска, Яндекс) на заседании клуба seo-оптимизаторов. Доступ к сервису для закрытого бета-тестирования предоставлялся по приглашениям.
Официальная дата открытия сервиса для широкой аудитории — 21 декабря 2007 года.

## Функции
- добавление нового сайта на индексацию поисковой системой Яндекс;
- статистика проиндексированных страниц, ТИЦ;
- просмотр ошибок индексации;
- данные о внешних и внутренних ссылках;
- проверка файла robots.txt;
- добавление файла sitemap;
- статистика обхода сайта роботом Яндекса;
- управление видом сайта в результатах поиска, изменение сниппетов.

## Использование сервиса
Для добавления сайта в сервис необходимо зарегистрироваться на Яндексе (завести электронную почту) и подтвердить права на владение сайтом одним из 3-х способов: с помощью добавления мета-тега в HTML-код главной страницы, размещения в корне сайта сгенерированного системой файла, с помощью добавления записи в DNS.

## Инструменты

### Популярные запросы
Я.Вебмастер позволяет отслеживать статистику по поисковым запросам, по которым посетители заходят на сайт. Данные разделяются по показам (по каким запросам и на каких местах сайт показывается в результатах поиска) и кликам (по каким запросам пользователи пришли на сайт). Анализ поисковых запросов может помочь выделить целевую аудиторию сайта для привлечения посетителей.

### Анализатор robots.txt
Проверяет содержимое и корректность обработки файла robots.txt.

### Регистр имени сайта
Изменение регистра доменного имени сайта в результатах поиска.

### Проверка на вирусы
Сервис отслеживает наличие на сайте вредоносного кода и уведомляет владельца, если на сайте обнаружен вирус.

### Добавление региона сайта
После введения в действие поискового алгоритма «Арзамас» Яндекс стал учитывать при поиске регион пользователя, и результаты поиска по одному и тому же запросу, зависящему от местонахождения пользователи, стали различаться в разных регионах. В сервисе можно указать регион сайта или отсутствие региональной принадлежности.
Ранее функция указания региона была доступна в режиме тестирования только для сайтов с ТИЦ больше 10. В июле 2010 года ограничение по ТИЦ было снято.

### Настройка вида сайта в результатах поиска
Для сайтов организаций можно указать контактную информацию, которая будет показываться в результатах поиска и на Яндекс Картах.
Существует также несколько специальных возможностей для сайтов определённых тематик. С использованием специальных форматов (XML или микроформатов) могут быть переданы данные о содержимом сайта. Такие данные используются для построения специальных сниппетов в результатах поиска. В разных тематиках наборы данных и отображение отличаются. В данный момент возможность сформировать специальный сниппет есть для различных типов организаций (рестораны, фитнес-центры, гостиницы, различные учреждения и организации), каталогов товаров и услуг, сайтов с кулинарными рецептами, банков рефератов и письменных работ, сайтов с энциклопедиями и словарями, с отзывами об автомобилях. В Яндексе это называют «оптимизацией внешнего вида сайта в результатах поиска».

## Похожие сервисы
- Центр веб-мастеров Google Архивная копия от 13 декабря 2010 на Wayback Machine
- Yahoo Site Explorer Архивная копия от 17 апреля 2011 на Wayback Machine
- Bing Webmaster Center Архивная копия от 13 декабря 2010 на Wayback Machine